# Bogojevići
Bogojevići es un pueblo ubicado en la municipalidad de Arilje, en el distrito de Zlatibor, Serbia.

## Superficie
Posee una superficie de 7,763 kilómetros cuadrados.

## Demografía
Hasta 2011 la población era de 634 habitantes, con una densidad de población de 81,67 habitantes por kilómetro cuadrado.